# 綿内駅
綿内駅（わたうちえき）は、長野県長野市若穂綿内にあった長野電鉄屋代線の駅。同線の廃止と共に廃駅となった。駅番号はY11。

## 歴史
- 1922年（大正11年）6月10日：河東鉄道により開業[1][2]。
- 1926年（大正15年）9月30日：河東鉄道と長野電気鉄道の合併により、長野電鉄が発足したことに伴い、河東線の駅となる。
- 1973年（昭和48年）2月1日：貨物営業廃止。
- 1983年（昭和58年）8月14日：手小荷物営業廃止。
- 1993年（平成5年）：無人駅化[1]。
- 2002年（平成14年）9月18日：路線名改称により屋代線の駅となる。
- 2012年（平成24年）4月1日：屋代線廃止により廃駅[1]。

## 駅構造
相対式ホーム2面2線及び留置線を有していた地上駅。かつては有人駅であり、無人化後は事務室跡を利用して駅舎内にKUMONの教室が設置されていた（駅廃止と同時に移転）。
待合室部分は長電バスの待合室としても利用していた。
駅舎室内に『ここはわたうちのえきです』と時刻にあたる部位に1文字ごと書かれた独特な時計があったが、駅舎取り壊しに伴いホームがあった場所に新設された東屋に移設された。

### 廃止時点ののりば
| 番線 | 路線    | 方向 | 行先           |
| ---- | ------- | ---- | -------------- |
| 1    | ■屋代線 | 上り | 松代・屋代方面 |
| 2    | ■屋代線 | 下り | 須坂・長野方面 |

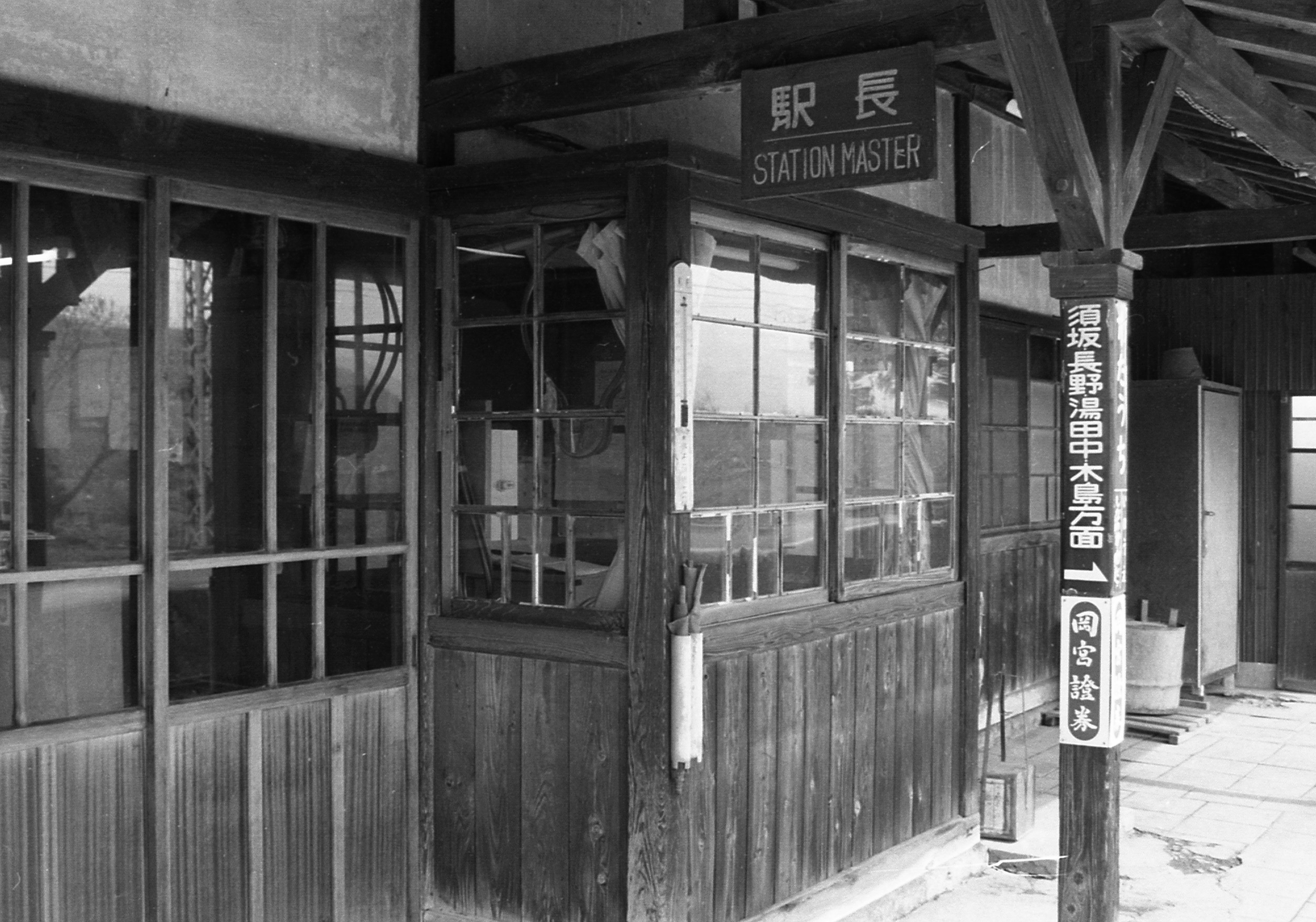
駅長室付近（1988年5月）
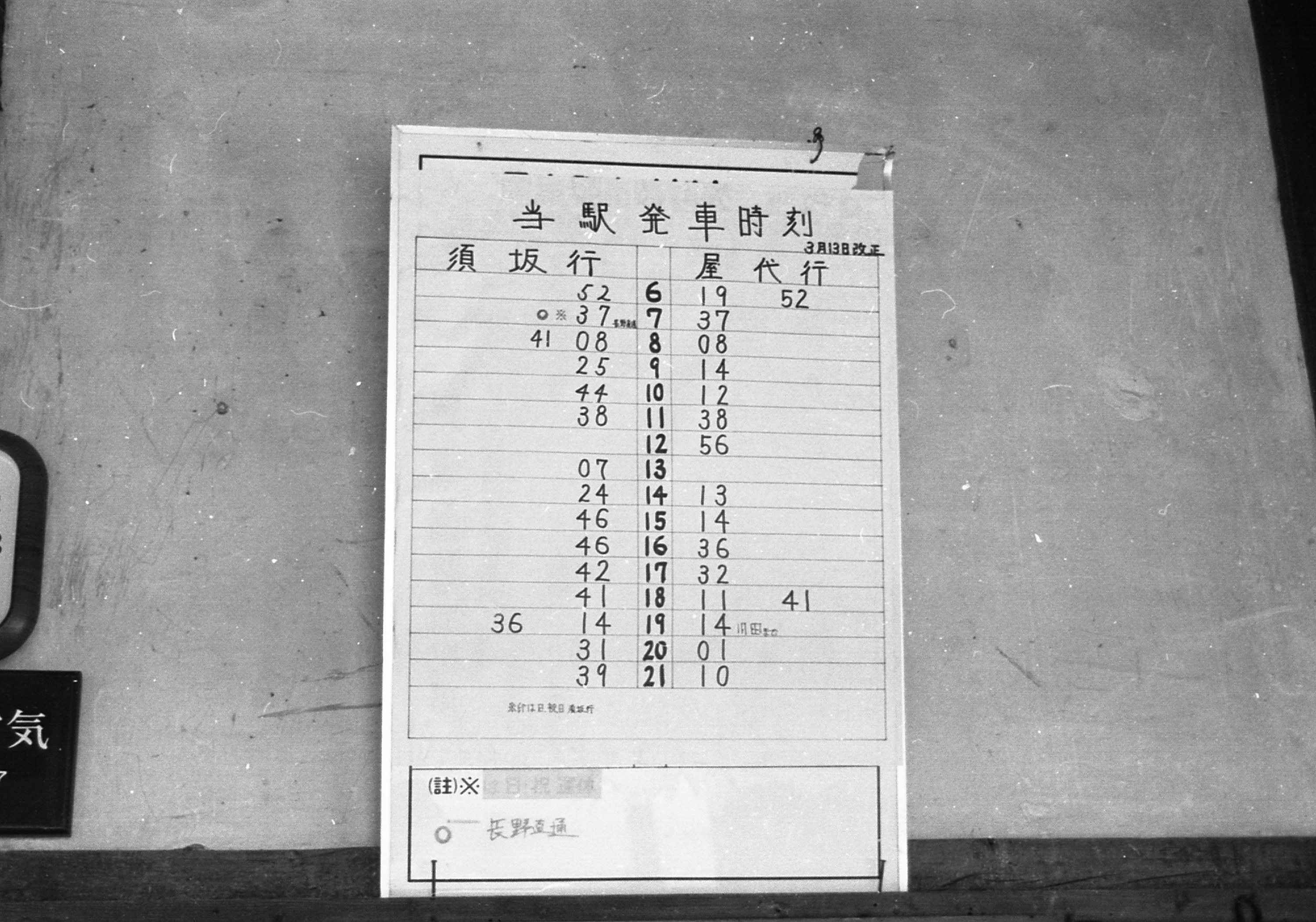
1988年当時の列車時刻表（1988年5月）
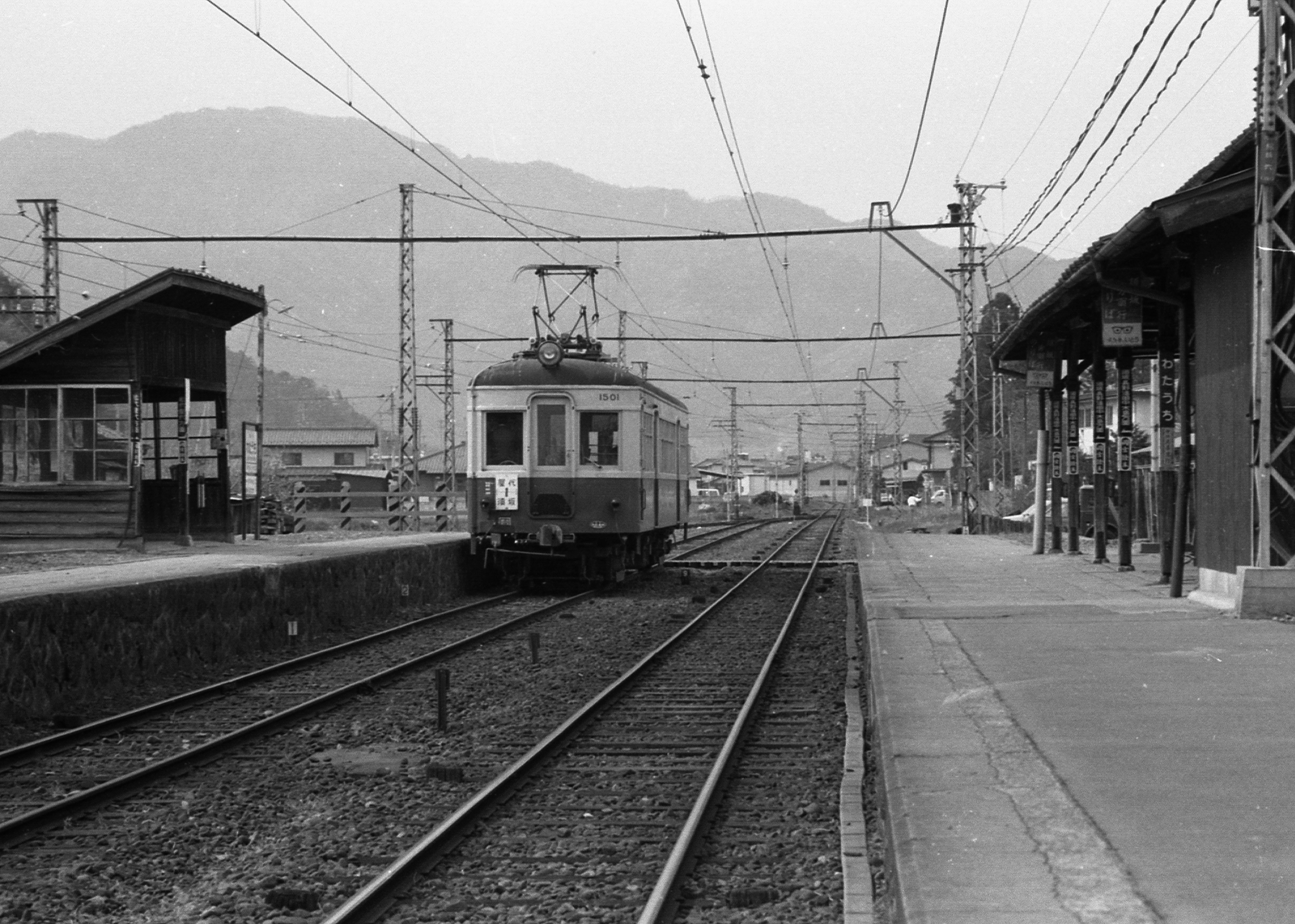
ホーム（1988年5月）
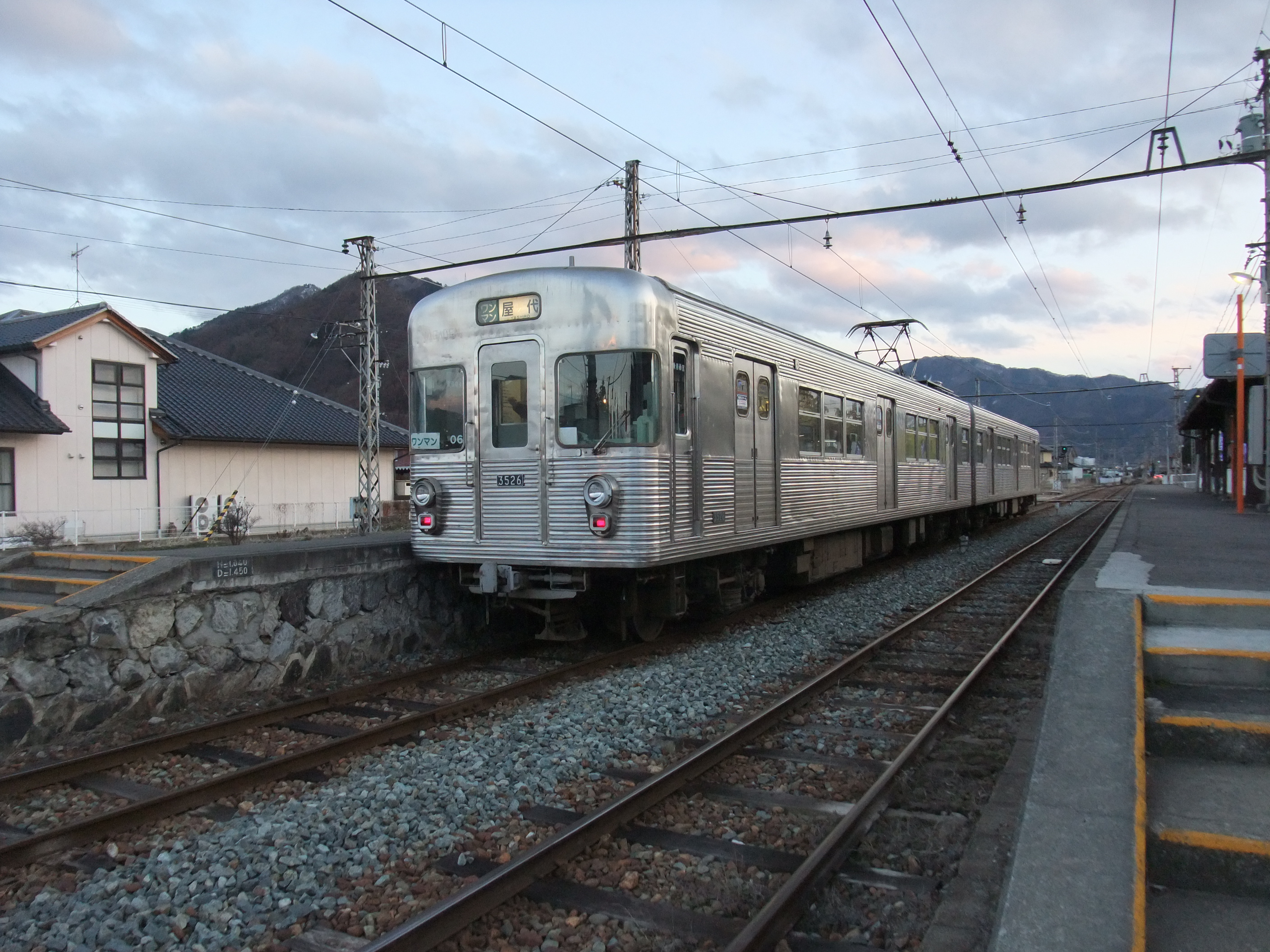
ホーム（2012年3月24日、廃止目前）

### 駅舎の解体
屋代線廃線後、駅舎（床面積68m2）は長野市の所有となった。駅舎の活用も検討されたが老朽化や防犯上の理由から2020年10月に解体されることになった。長野市の計画では旧駅敷地（約1万m2）を「千曲川新道」の一部として遊歩道や自転車道を整備し、善光寺御開帳の際の臨時駐車場とする方針である。

## 利用状況
年間乗車人数及び1日あたり乗車人員は次のとおりであった。
- 2006年度　47,529人 ： 130人/日
- 2007年度　50,949人 ： 139人/日
- 2008年度　45,349人 ： 124人/日
- 2009年度　47,880人 ： 131人/日
- 2010年度　50,761人 ： 139人/日

## 駅周辺
- 千曲川新道 - 若穂駅跡まで伸びるサイクリングロード。
- 長野市立綿内小学校
- 千曲川
- 上信越自動車道綿内トンネル
- 国道403号
- 若穂多目的広場

## バス路線
長電バス
- 屋代線代替バス「屋代須坂線」 （屋代駅 - 松代駅 - 大室駅 - 信濃川田駅 - 綿内駅 - 須坂駅）
- 綿内屋島線 （長野駅 - 高田 - エムウェーブ - 屋島 - 綿内駅）

## 廃止後
屋代線廃止後は鉄道代替バスの屋代須坂線と綿内屋島線が設定されており両路線の乗り継ぎ点となっている。
駅前にある旧西友駐車場をバスの転回場所として使用している。
駅舎は学習塾が入居していた時期もあり、しばらく残ったが老朽化を理由に解体され更地化された。
駅舎内には『ここはわたうちのえきです』と時刻にあたる部分に書かれた独特な時計があったが、駅構内だった場所につくられた東屋に移設されている。
なお、屋代方面は若穂駅跡までサイクリングロードに転用された。

## 隣の駅
長野電鉄
■屋代線
若穂駅 (Y10) - 綿内駅 (Y11) - 井上駅 (Y12)